# Jardín botánico de Santa Cruz de la Sierra
El Jardín Botánico Municipal de Santa Cruz de la Sierra es un jardín botánico de 217 hectáreas de extensión en la ciudad de Santa Cruz de la Sierra, Bolivia. Es miembro de la Asociación de Jardines Botánicos de Latinoamérica y del Caribe, (ALCJB ) y presenta trabajos para la Agenda Internacional para la Conservación en los Jardines Botánicos, su código de reconocimiento internacional como institución botánica es SCRUZ.

## Localización
Se encuentra ubicado en la carretera nacional Ruta Nacional 4, en su tramo Santa Cruz-Cotoca, en el kilómetro 8.5 al este de la ciudad de Santa Cruz de la Sierra, en la zona de Guapilo.
- Altitud: 375 m s. n. m.
- Clima: Termo tropical pluviestacional subhúmedo, con periodo húmedo  de noviembre a abril,  y periodo seco  de mayo a octubre.
- Topografía: Terreno plano, atravesado por el arroyo Guapilo.
- Vegetación: Bosque subhúmedo semicaduco de llanura con suelos moderadamente drenados

El horario de atención: 8:30 a 17:30 todos los días incluyendo los feriados.

## Historia

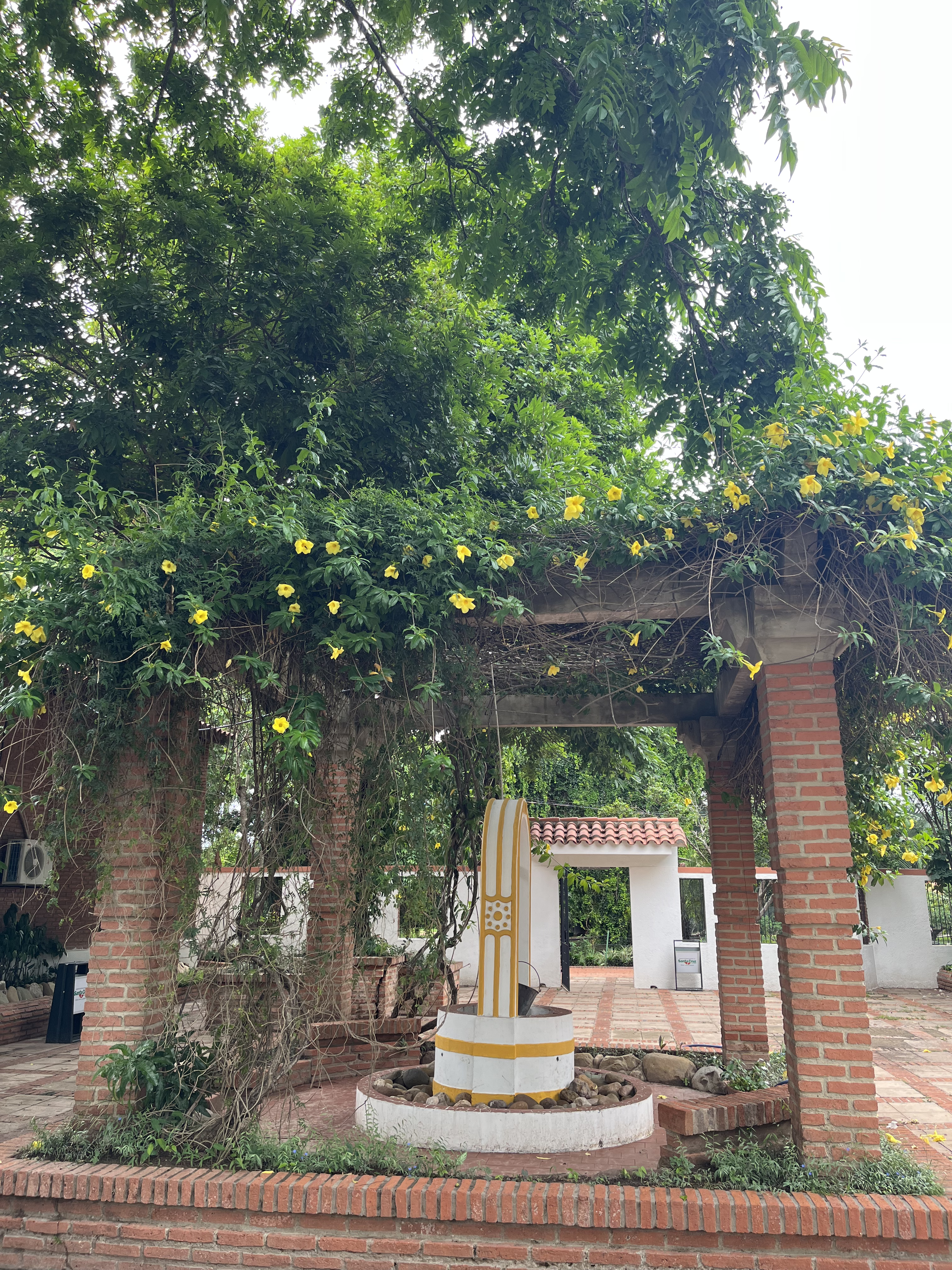
Noria en el jardín botánico municipal de Santa Cruz.

Fue creado el 25 de septiembre de 1985 por el profesor boliviano Noel Kempff Mercado, con la intención de conservación de las plantas de los ecosistemas acuáticos bolivianos y los de la región de Santa Cruz de la Sierra.

## Colecciones
El jardín botánico posee más de 500 especies de flora, que se encuentran en dos secciones, divididas por el riachuelo Guapilo de la cuenca del río Piraí, cuyas aguas corren en dirección este.
Dos tipos de bosques muy distintos entre sí, el Bosque Chaqueño y el Bosque Subtropical, y entre ellas un área de transición, así nos encontramos:
- Bosque Subtropical, con vegetación de selva nativa secundaria, bosques muy bien preservados que incluyen una muestra representativa de las especies arbóreas de la región con árboles altos y copa densa, las especies más representativas son Gallesia integrifolia, Anadenanthera macrocarpa, Astronium fraxinifolium y Enterolobium contortisiliquum.
- Bosque chaqueño, con praderas y árboles más pequeños estacionalmente anegable. Su vegetación está formada por árboles espinosos y cactus característicos.
- Bosque de transición, con un bosque bajo y ralo, área que posee vegetación intermedia entre el Bosque Chaqueño y el Bosque Subtropical, es el área de mayor extensión en el jardín botánico, se encuentran algunas plantas que se adaptan a la desecación estacional en el suelo forestal y sobre las ramas de los árboles.
- Laguna, en ella podemos admirar a plantas acuáticas, aves acuáticas, y aves migratorias.

En total, se pueden encontrar 12 especies de mamíferos y más de 200 especies de aves.
Hay aproximadamente 6 km de senderos interpretativos.

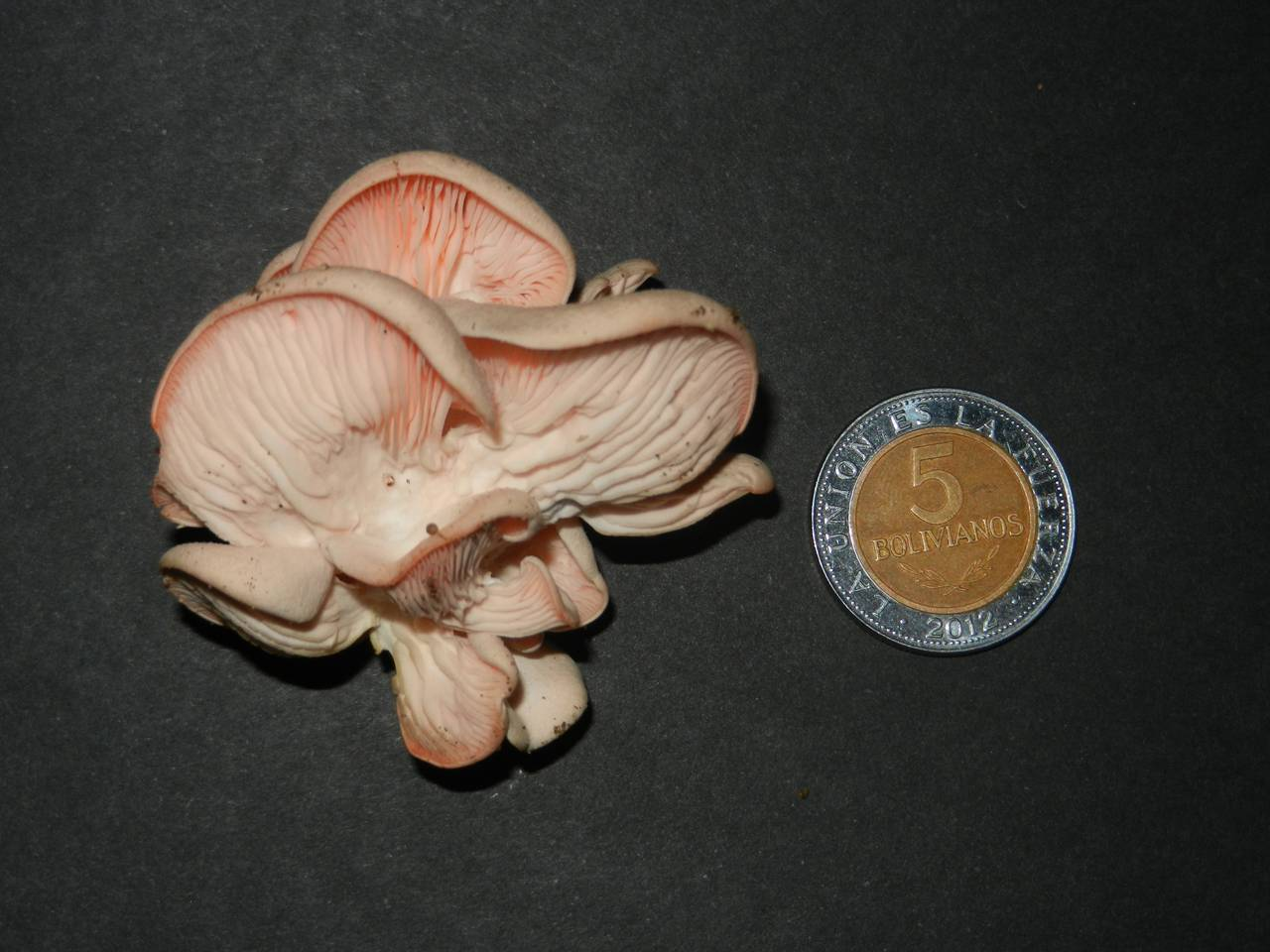
Hongo colectado en el jardín botánico.